# Ricard Pedrals i Blanxart
Ricard Pedrals i Blanxart (Granollers, Vallès Oriental, 8 de juliol de 1920 - 17 de setembre de 2017) va ser un capellà i pedagog català, reconegut per impulsar de l'escoltisme confessional català. L'any 1978 es va secularitzar, es va casar i va tenir dos fills, un d'ells el poeta i recitador barceloní Josep Pedrals.
Fou fill del metge Ricard Pedrals i Marsà i de Maria Blanxart i Abril. Primers estudis a les vedrunes de Granollers i després al germans de La Salle.

## Trajectòria a la Segona República[3]
Viu la caiguda de la Monarquia Alfons XIII d'Espanya, l'adveniment de la Segona República Espanyola i de la Generalitat republicana a Granollers. Inicia els estudis secundaris primer a Granollers a l'Escola de Segon Ensenyament, i després el 1933 al Salesians de Mataró.
El 1936 després del Cop d'estat del 18 de juliol torna Granollers on viurà l'inici de la Guerra Civil i continuarà els estudis a l'escola pública fent el sisè de batxillerat. El 1937 treballarà d'aprenent de rellotger. El 1938 mobilitzen la seva lleva, quan l'exèrcit franquista ja havia arribat a Lleida. L'abril del 38 s'incorpora al front al Pla d'Urgell. Va ser fet presoner a prop de Balaguer. Fou enviat a un camp de concentració de Santander, al penal del Dueso, el gener de 1939. Va acceptar entrar com a voluntari al Terç de Requetès de Burgos-Sangüesa.

## Trajectòria durant el franquisme[3]
Un cop acabada la guerra civil el 1939 farà el servei militar a Girona prop de la frontera amb França. Malalt és enviat a Hospital Militar de Barcelona. Sortirà amb una baixa temporal. Atès que la casa familiar de Granollers havia estat bombardejada, la família s'instal·la a Barcelona.
Del 1941 al 1946 estudia a la Universitat de Barcelona la carrera de Filosofia i Lletres on obté el títol de llicenciat. Entra al Seminari de Barcelona l'any 1946. Coneix Mn. Antoni Batlle i a partir d'aquí començar a fer activitats escoltes dins el seminari i al Casal de Montserrat. Passant per totes etapes escoltes.
El 1951 és ordenat sacerdot a la basílica de Sant Josep Oriol. Serà enviat de vicari a Esparreguera i a Vilanova i la Geltrú. Per mediació de Mn. Antoni Batlle, ja malalt és traslladat a Sant Martí del Clot. Substitueix, a poc a poc, Mn. Antoni Batlle (que l'havia nomenat successor) en les tasques de l'escotisme als agrupaments confessionals dels Minyons de Muntanya fins a la seva mort el 1955. Entre ells al Casal de Montserrat.

### Consiliari interdiocesà de l'escoltisme
Mn. Ricard Pedrals serà enviat de vicari a Sant Antoni de Vilamajor, una parròquia petita la qual cosa li permet compaginar amb la tasca a l'escoltisme. I després entrarà de professor a l'escola municipal “Reina Violant” de Barcelona.
L'any 1956 quan es crea la Delegació Diocesana d'Escoltisme serà nomenat Consiliari Diocesà, que en la pràctica era interdiocesà, atès que no ho era sols de la Diòcesi de Barcelona sinó també de la de Vic, Girona, Solsona, etc. Serà a l'escoltisme fins a l'any 1972.
En el setze anys en el càrrec va viure l'expansió de l'escoltisme confessional impulsat per molts capellans joves que creaven grups a les seves parròquies i escoles, la crisi interna de la Institució Catalana d'Escoltisme (Minyons de Muntanya- Boy Scouts de Catalunya) de l'any 1958 i la seva superació amb la creació de l'ACDE, amb una estructura de caràcter federatiu. L'escoltisme confessional tindrà una expansió espectacular de 40 agrupaments inicials de la DDE, es passarà en 10 anys, el 1968 a 170 agrupaments a tot Catalunya amb 12.818 afiliats.
Mn. Ricard Pedrals viurà també la fusió de les DDE’s i la constitució de Minyons Escoltes i la de les Guies Sant Jordi, la renovació dels mètodes...Introduirà els corrents pedagògics i la pedagogia del fe de l'escoltisme confessional francès, els “Scouts de France” amb què mantenia magnífiques relacions. Animarà la formació dels nombrosos consiliaris dels agrupaments escoltes. Introduirà a Catalunya el moviment “Vie Nouvelle”, inspirat en el filòsof personalista francès Emmanuel Mounier, que al nostre país prendrà el nom de Persona i Comunitat (PIC) en que participaran molts antics escoltes. Compartirà responsabilitats amb els consiliaris de les diferents branques escoltes com Mn. Jacint Matas, Mn. Lluís Maria Xirinacs, Frederic Bassó, Genís Samper i Triedú, Plàcid Vila Abadal... Viurà el Concili Vaticà II amb tot el que representà de renovació teològica, litúrgica, al si de l'església i de l'escoltisme... A l'escola de quadres ciutadans que de fet acomplia l'escoltisme Mn. R. Pedrals, coneixerà, serà mestre i col·laborarà amb joves escoltes que, anys més tard, tindran una important projecció pública al país, com Jordi Bonet i Armengol, Josep Maria Martorell i Codina primers responsables generals, Rosa Maria Carrasco i Azemar, responsable de Guies Sant Jordi, Jordi Porta i Ribalta, Fèlix Martí i Ambel, Joan Vallvé i Creus, Josep Manuel Basáñez i Villaluenga, Josep Muntañola i Thornberg, Octavi Fullat, Josep Maria Vegara i Carrió entre molts d'altres.

### La manifestació de capellans
Mn. Ricard Pedrals serà una de les 462 persones, entre ells més de seixanta capellans i religiosos barcelonins més controlades per la policia durant el franquisme. Qüestió que li impedí ser a esdeveniments que després han esdevingut emblemàtics en la història recent catalana (creació d l'Assemblea de Catalunya, Cristians pel Socialisme…). Hi ha un esdeveniment important en què la seva participació és clau: la manifestació de capellans de l'11 de maig de 1966 en protesta per les tortures de la policia franquista a l'estudiant Joaquim Boix Lluch. El fets succeïren quan un grup d'uns trenta capellans entre el que hi havia a més de Mn. R. Pedrals, en Mn. Josep Dalmau, el caputxí Jordi Llimona, Mn. Frederic Bassó, es reuneixen a la Catedral per fer una pregària, redacten una carta de protesta i, previ avís al bisbe, decideixen marxar en manifestació pacífica fins a les oficines de la comissaria de la policia a la Via Laietana on intenten lliurar-la al cap de la policia. La resposta de la policia va ser brutal, apallissant els capellans vestits amb sotana i perseguint-los pels carrers dels voltants i amb un impacte als mitjans de comunicació del règim i a l'estranger.
Mn. Ricard Pedrals va ser expedientat i acusat pel Tribunal d'Ordre Públic amb quatre capellans més. Va ser condemnat a un any de presó a complir al penal de Zamora. Van recórrer al Tribunal Suprem però poc després el general Franco els va indultar.

## Etapa democràtica i secularització[17]
Mn. Ricard Pedrals viurà ja l'etapa de la transició democràtica, fora de l'escoltisme que havia deixat el 1972. El 1976 comunicarà al bisbe Narcís Jubany la voluntat de secularitzar-se. Poc després es casa i forma una família, sent pare de dos fills. Professionalment es dedicarà a l'ensenyament. Continuarà donant classes a l'escola municipal Reina Violant d'Hongria de Barcelona, i es jubilarà com funcionari. Va continuar animant grups de laics (Sant IIdefons,..). El 1979 va acceptar figurar a la candidatura del Bloc d'Esquerres i d'Alliberament Nacional BEAN que impulsava Lluís Maria Xirinacs. Ha estat president de l'Associació de Funcionaris Jubilats.